# 유혜지
유혜지(1996년 9월 30일~)는 대한민국의 여자 성우이다. 2021년 CJ ENM 성우극회 11기로 데뷔했다.

## 출연작

### 2021년
- 도깨비언덕에 왜 왔니? - 지예, MC1, 진이
- 안녕! 보노보노 7기 - 각종 단역
- 신비아파트 시리즈
- 신비아파트 고스트볼Z: 어둠의 퇴마사 - 어린 최강림, 김도희, 성준 엄마, 미나, 설아, 가위 인형, 아이 1
- GHOST 무서 WAR 시즌 2 - 조은애, 양아치 친구들, 혜지, 유을희
- 세상에 나쁜 악귀는 없다 - 성윤
- 명탐정 코난 19기 - 집주인, 여자(5화) / 여자 2(6화) / 이하루(9~10화) / 안혜리(14~15화) / 황안나(20~21화) / 전순자, 이화정(24~26화)
- 방과후 트레저헌팅 - 남자 아이 2
- 뱀파이어소녀 달자 - 담임 선생님
- 이상한 과자가게 전천당 - 마루
- 웰컴투 정글스쿨 - 건쩔, 악어새, 염소민
- 짱구는 못말려 6기 재더빙(더 비기닝) - 각종 단역
- 짱구는 못말려 21기 - 각종 단역

### 2022년
- 뱀파이어소녀 달자
- 명탐정 코난 20기 - 민아영(1~4화) / 진향미(9화) / 고양이(11~12화) / 우주(18화) / 이서경(20~21화) / 매화(27화) / 직원(28화)
- 신비아파트 시리즈
- 신비아파트 고스트볼Z: 귀도퇴마사 - 어린 최강림, 보육원 선생님, 아롱이, 재민, 연주, 구두리 담임 선생님, 소녀, 아이, 번개 메두억시니 등.
- GHOST 무서 WAR 시즌 3 - 설녀, 친구 1, 고양이, 졸리, 강심장 엄마, 나영, 김창우 엄마, 친구 2, 여자 친구, 수정, 친구 3, 공주현, 장영은 엄마, 로이
- 안녕! 보노보노 8기 - 너부리 엄마, 소프라새
- 토마스와 친구들: 함께 달리자! - 클라라벨, 아시마
- 짱구는 못말려 22기 - 각종 단역
- 요괴워치 음표
- 퍼피 구조대 8기

### 2023년
- 네모바지 스폰지밥 시즌 13 - 장어부인, 시장
- 명탐정 코난 21기 - 어린 천영웅 / 김사장 아내(1~2화) / 서미경(12~14화) / 우정미(26화) / 신수혜(35화)
- 신비아파트 시리즈
- 신비아파트 고스트볼 ZERO - 어린 최강림, 지원, 수강생2, 이하영, 멘드레이크 / 한진서, 초등학생 게이머, 정나현 친구, 김여원 등.
- 신비아파트 고스트볼 ZERO: 두 번째 이야기 - 정원, 여자 아이, 설아, 늪지남매(여동생), 어린 박세건, 구두리 담임 선생님, 밉상이, 남자 아이, 김여원, 사람들
- 신비아파트 스페셜: 철궁이와 철원 히어로즈 한탄강의 전설 - 진호
- 올리의 신비한 몬스터 가방 - 할머니
- 안녕! 보노보노 9기 - 공작
- 짱구는 못말려 23기 - 각종 단역

### 2024년
- 명탐정 코난 22기 - 김미도(1화) / 이향희(15화) / 채유라(20화) / 천마리(26화) / 장희선(27화)
- 빅 네이트 - 각종 단역
- 링컨의 집에서 살아남기 집에서 놀자 스페셜 - 릴리 라우드, 잭
- 안녕! 보노보노 10기 - 반짝이
- 블루 록 - 어린 메구루
- 괴수 8호 - 이가라시 하쿠아
- 짱구는 못말려 24기 - 각종 단역
- 신비아파트 2단지 - 김민정, 엄마, 요한, 지나 엄마, 악모주귀, 연근 희망 여성 2, 놀이터 원혼 2, 반 아이들 1

### 2025년
- 귀멸의 칼날 - 카마도 시게루
- 명탐정 코난 재더빙 1기 - 문나영(20화), 김상연(21화)
- 짱구는 못말려 25기 - 오열매

### 극장판 애니메이션
- 극장판 명탐정 코난 시리즈
- 명탐정 코난: 흑철의 어영 - 니나 발머
- 극장판 짱구는 못말려 시리즈
- 극장판 짱구는 못말려: 격돌! 낙서왕국과 얼추 네 명의 용사들 - 유민 엄마
- 극장판 짱구는 못말려: 수수께끼! 꽃피는 천하떡잎학교 - 도시락 외 다수 배역
- 극장판 짱구는 못말려: 동물소환 닌자 배꼽수비대 - 아나운서, 아기고릴라
- 신차원! 짱구는 못말려 더 무비: 초능력 대결전 ~날아라 수제김밥~ - 어린 음지남
- 신비아파트 시리즈/극장판 및 특별판
- 신비아파트 특별판: 빛의 뱀파이어와 어둠의 아이(TVING) - 남자 아이
- 신비아파트 극장판 차원도깨비와 7개의 세계 - 코비
- 신비아파트 특별판: 조선퇴마실록(TVING) - 관광안내원, 궁녀, 평안대감집 아이

### 노래
- 블루 아카이브 OST - 대 판데모니움 찬가 (with 최현지, 권선영)

### 오디오 드라마
- 피그말리온 (야해) - 씨용키 외

### 방송
- tvN O'PENing <목소리를 구분하는 방법> - 특별 출연
- 엠넷 <I-LAND2 : N/a> - 나레이션

### 게임
- 가디언 테일즈 - 은하
- 데스티니 차일드 - 사마엘
- 리그 오브 레전드 - 오로라
- 리메멘토 - 하얀 그림자 - 체샤
- 리버스 1999 - 37
- 명일방주 - 브리즈, 파피루즈
- 명조: 워더링 웨이브 - 카멜리아
- 무기미도 - 헤스티아
- 블루 아카이브 - 나츠메 이로하, 이마시노 미사키
- 붕괴: 스타레일 - 반디
- 스매시 레전드 - 티르핑
- 승리의 여신: 니케 - 네로, 트로니
- 원신 - 요요
- 이터널 리턴 - 카티야
- 에픽세븐 - 페네
- 젠레스 존 제로 - 시드
- 카운티 스트라이크 온라인 - 귀공녀 최지윤
- 쿠키런: 킹덤 - 생토노레맛 쿠키, 라이트크림맛 쿠키
- 파이널 판타지 14 - 마블루, 알라일라
- 프렌치커넥션 - 서아린
- PLATiNA :: LAB - 라벨